# Lemsterland
Lemsterland (vestfrisisk: Lemsterlâm) er en tidligere kommune i provinsen Frisland i Nederlandene. Kommunens samlede areal udgør 124,38 km2 (hvoraf 48,10 km2 er vand) og indbyggertallet er på 13.421 indbyggere (2005).